# Seconda Divisione 1923-1924
La Seconda Divisione 1923-1924 fu la seconda edizione del torneo cadetto del campionato italiano di calcio organizzata a livello interregionale dalla Lega Nord.

## Lega Nord

### Formula
Al campionato partecipano 48 squadre suddivise in sei gironi interregionali da otto. Le prime di ogni girone si qualificano al girone finale, mentre, onde ridurre il campionato a sole 36 partecipanti a partire dalla stagione successiva aumentando al contempo le giornate di gara, le ultime tre di ogni gruppo retrocedono in Terza Divisione. Le prime due classificate nel girone finale vengono direttamente promosse in Prima Divisione mentre la terza e la quarta disputano degli spareggi promozione contro le penultime classificate dei due gironi di Prima Divisione.

### Avvenimenti
Il girone finale, cui si qualificarono sei squadre, venne vinto dal Derthona mentre Reggiana e Olympia, seconde a pari merito, dovettero disputare uno spareggio promozione vinto poi dagli emiliani. Complice il blocco delle promozioni nella precedente annata, si riuscì finalmente ad applicare quella parte del Progetto Pozzo che prevedeva una sfida tra le terze e le quarte classificate del girone finale e le penultime classificate dei due gironi del massimo campionato. Sestrese e Olympia dunque ebbero un'ulteriore opportunità per venire promosse in Prima Divisione ma non riuscirono a sfruttarla data la netta superiorità di Novara e Spezia, penultime classificate in Prima Divisione, che non ebbero alcuna difficoltà a gestire avversari nettamente inferiori. Capitolo a parte per il Mantova che, sebbene sesto classificato, venne comunque ammesso in Prima Divisione dopo che l'arbitro Giuseppe Venegoni, che l'anno precedente aveva diretto la decisiva sfida salvezza dei lombardi contro la Virtus Bologna, confessò di essere stato corrotto dai felsinei: la FIGC decretò dunque il risarcimento per i virgiliani, e la radiazione per gli emiliani, in quello che fu il primo vero grande scandalo del calcio italiano.

### Girone A

#### Squadre partecipanti
| Club               | Rosa     | Città              | Stadio                     | Stagione precedente |
| ------------------ | -------- | ------------------ | -------------------------- | ------------------- |
| Biellese           | dettagli | Biella (NO)        | Campo Sportivo Rivetti     | -                   |
| Derthona           | dettagli | Tortona (AL)       | Campo Fornaci              | -                   |
| Pastore            | dettagli | Torino (TO)        | Campo di corso Peschiera   | -                   |
| Pro Patria         | dettagli | Busto Arsizio (MI) | Stadium di via Valle Olona | -                   |
| US Torinese        | dettagli | Torino (TO)        |                            | -                   |
| Valenzana          | dettagli | Valenza (AL)       | Campo di Porta Alessandria | -                   |
| Varesina           | dettagli | Varese (CO)        | Campo delle Bettole        | -                   |
| Vercellesi Erranti | dettagli | Vercelli (NO)      | Campo di via XX Settembre  | -                   |

#### Classifica
|  | Pos. | Squadra            | Pt       | G  | V | N | P  | GF | GS | DR  |
|  | ---- | ------------------ | -------- | -- | - | - | -- | -- | -- | --- |
|  | 1.   | Derthona           | 18       | 12 | 7 | 4 | 1  | 24 | 8  | +16 |
|  | 2.   | Biellese           | 14       | 12 | 6 | 2 | 4  | 13 | 13 | 0   |
|  | 2.   | Pro Patria         | 14       | 12 | 6 | 2 | 4  | 13 | 14 | −1  |
|  | 4.   | Valenzana          | 13       | 12 | 5 | 3 | 4  | 18 | 9  | +9  |
|  | 5.   | Vercellesi Erranti | 12       | 12 | 4 | 4 | 4  | 16 | 14 | +2  |
|  | 6.   | Pastore            | 12       | 12 | 4 | 4 | 4  | 11 | 12 | −1  |
|  | 7.   | Varesina           | 0        | 12 | 0 | 1 | 11 | 5  | 30 | −25 |
|  | --   | US Torinese        | Ritirata |    |   |   |    |    |    |     |

Legenda:
      Ammessa al girone di finale.
     
Retrocessa in Terza Divisione 1924-1925 dopo gli spareggi.
      Retrocessa in Terza Divisione 1924-1925

Note:
Due punti a vittoria, uno a pareggio, zero a sconfitta.
A pari punti era in vigore il pari merito. Torinese ritirata a calendario già compilato e sciolta per cessata attività.

#### Tabellone
|               | Bie  | Der  | Pas  | Pro  | Val  | Var  | Ver  |
| ------------- | ---- | ---- | ---- | ---- | ---- | ---- | ---- |
| Biellese      | –––– | 0-1  | 1-0  | 3-0  | 2-1  | 3-0  | 0-0  |
| Derthona      | 2-0  | –––– | 5-1  | 2-0  | 0-0  | 6-0  | 2-2  |
| Pastore       | 1-1  | 1-0  | –––– | 1-2  | 0-0  | 2-0  | 2-1  |
| Pro Patria    | 2-0  | 1-1  | 1-1  | –––– | 1-1  | 2-0  | 1-0  |
| Valenzana     | 5-0  | 1-2  | 1-0  | 3-0  | –––– | 1-1  | 3-0  |
| Varesina      | 0-1  | 1-2  | 0-2  | 1-3  | 0-2  | –––– | 1-3  |
| Vercellesi E. | 1-2  | 1-1  | 0-0  | 2-0  | 3-1  | 3-1  | –––– |

#### Calendario
| Andata (1ª) | Andata (1ª)      | Prima giornata        | Ritorno (8ª) | Ritorno (8ª) |
|             |                  |                       |              |              |
| 21 ott.     | 1-2              | Valenzana-Derthona    | 0-0          | 16 dic.      |
| 21 ott.     | 0-0              | Vercellesi E.-Pastore | 1-2          | 16 dic.      |
| 21 ott.     | 1-3              | Varesina-Pro Patria   | 0-2*         | 16 dic.      |
| 21 ott.     | Riposa: Biellese |                       |              | 16 dic.      |

| Andata (2ª) | Andata (2ª)      | Seconda giornata         | Ritorno (9ª) | Ritorno (9ª) |
|             |                  |                          |              |              |
| 28 ott.     | 2-1              | Biellese-Valenzana       | 0-5          | 23 dic.      |
| 28 ott.     | 1-0              | Pastore-Derthona         | 1-5          | 23 dic.      |
| 28 ott.     | 1-0              | Pro Patria-Vercellesi E. | 0-2          | 23 dic.      |
| 28 ott.     | Riposa: Varesina |                          |              | 23 dic.      |

| Andata (3ª) | Andata (3ª)        | Terza giornata         | Ritorno (10ª) | Ritorno (10ª) |
|             |                    |                        |               |               |
| 4 nov.      | 1-0                | Valenzana-Pastore      | 0-0           | 30 dic.       |
| 4 nov.      | 0-1                | Varesina-Biellese      | 0-3           | 30 dic.       |
| 4 nov.      | 1-1                | Vercellesi E.-Derthona | 2-2           | 30 dic.       |
| 4 nov.      | Riposa: Pro Patria |                        |               | 30 dic.       |

| Andata (4ª) | Andata (4ª)     | Quarta giornata        | Ritorno (11ª) | Ritorno (11ª) |
|             |                 |                        |               |               |
| 11 nov.     | 0-0             | Biellese-Vercellesi E. | 2-1           | 6 gen.        |
| 11 nov.     | 6-0             | Derthona-Varesina      | 2-1           | 6 gen.        |
| 11 nov.     | 1-0             | Pro Patria-Valenzana   | 0-3           | 17 feb.       |
| 11 nov.     | Riposa: Pastore |                        |               |               |

| Andata (5ª) | Andata (5ª)      | Quinta giornata         | Ritorno (12ª) | Ritorno (12ª) |
|             |                  |                         |               |               |
| 18 nov.     | 2-0              | Pro Patria-Biellese     | 0-3           | 24 feb.       |
| 18 nov.     | 0-2              | Varesina-Pastore        | 0-2*          | 13 gen.       |
| 18 nov.     | 3-1              | Vercellesi E.-Valenzana | 0-3           | 10 feb.       |
| 18 nov.     | Riposa: Derthona |                         |               |               |

| Andata (6ª) | Andata (6ª)      | Sesta giornata         | Ritorno (13ª) | Ritorno (13ª) |
|             |                  |                        |               |               |
| 25 nov.     | 0-1              | Biellese-Derthona      | 0-2           | 27 gen.       |
| 25 nov.     | 1-2              | Pastore-Pro Patria     | 1-1           | 27 gen.       |
| 25 nov.     | 1-3              | Varesina-Vercellesi E. | 1-3           | 27 gen.       |
| 25 nov.     | Riposa: Biellese |                        |               | 27 gen.       |

| Andata (7ª) | Andata (7ª)           | Settima giornata    | Ritorno (14ª) | Ritorno (14ª) |
|             |                       |                     |               |               |
| 2 dic.      | 2-0                   | Derthona-Pro Patria | 1-1           | 3 feb.        |
| 2 dic.      | 1-1                   | Pastore-Biellese    | 0-1           | 3 feb.        |
| 2 dic.      | 1-1                   | Valenzana-Varesina  | 2-0           | 3 feb.        |
| 2 dic.      | Riposa: Vercellesi E. |                     |               | 3 feb.        |

Note
Le partite della quarta giornata di ritorno furono rinviate per neve.
- Valenzana-Vercellesi Erranti 3-0 e Pro Patria-Varesina 2-0 tav. rinviate e disputate il 10 febbraio.
- Valenzana-Pro Patria 3-0 rinviata per neve e disputata il 17 febbraio.
- Biellese-Pro Patria 3-0 rinviata e disputata il 24 febbraio.
- Discordanze di fonti:
  - Varesina-Biellese (0-1 secondo alcune fonti, 0-2 secondo altre).
  - Pro Patria-Valenzana (1-0 secondo alcune fonti, 1-1 secondo altre).
- Varesina-Pastore 1-1 cambiato in 0-2 a tavolino.

### Girone B

#### Squadre partecipanti
| Club            | Rosa     | Città                 | Stadio | Stagione 1922-1923                               |
| --------------- | -------- | --------------------- | ------ | ------------------------------------------------ |
| Quarto          | dettagli | Quarto dei Mille (GE) | -      | -                                                |
| Rivarolese      | dettagli | Rivarolo Ligure (GE)  | -      | -                                                |
| Savona          | dettagli | Savona (GE)           | -      | -                                                |
| Sestrese        | dettagli | Sestri Ponente (GE)   | -      | -                                                |
| Speranza        | dettagli | Savona (GE)           | -      | -                                                |
| Spes Genova     | dettagli | Genova (GE)           | -      | -                                                |
| Vado            | dettagli | Vado Ligure (GE)      | -      | -                                                |
| Veloci Embriaci | dettagli | Genova (GE)           | -      | 1ª nella Terza Divisione della Liguria, promossa |

#### Classifica
|  | Pos. | Squadra         | Pt | G  | V  | N | P  | GF | GS | DR  |
|  | ---- | --------------- | -- | -- | -- | - | -- | -- | -- | --- |
|  | 1.   | Sestrese        | 21 | 14 | 9  | 3 | 2  | 29 | 12 | +17 |
|  | 2.   | Rivarolese      | 20 | 14 | 10 | 0 | 4  | 32 | 9  | +23 |
|  | 3.   | Savona          | 17 | 14 | 7  | 3 | 4  | 20 | 12 | +8  |
|  | 3.   | Vado            | 17 | 14 | 7  | 3 | 4  | 17 | 14 | +3  |
|  | 5.   | Speranza        | 15 | 14 | 5  | 5 | 4  | 17 | 20 | −3  |
|  | 6.   | Veloci Embriaci | 13 | 14 | 6  | 1 | 7  | 18 | 24 | −6  |
|  | 7.   | Spes Genova     | 7  | 14 | 3  | 1 | 10 | 15 | 32 | −17 |
|  | 8.   | Quarto          | 0  | 14 | 0  | 0 | 14 | 5  | 30 | −25 |

Legenda:
      Ammessa al girone di finale.
     
Retrocessa in Terza Divisione 1924-1925 dopo gli spareggi.
      Retrocesse in Terza Divisione 1924-1925

Note:
Due punti a vittoria, uno a pareggio, zero a sconfitta.
A pari punti era in vigore il pari merito.

#### Tabellone
|                 | Qua  | Riv  | Sav  | Ses  | Spr  | Sps  | Vad  | Vel  |
| --------------- | ---- | ---- | ---- | ---- | ---- | ---- | ---- | ---- |
| Quarto          | –––– | 0-2  | 0-4  | 1-2  | 0-2  | 0-2  | 0-1  | 0-2  |
| Rivarolese      | 4-2  | –––– | 1-0  | 1-3  | 6-1  | 2-0  | 3-1  | 5-0  |
| Savona          | 1-0  | 1-0  | –––– | 2-1  | 3-0  | 4-2  | 1-2  | 2-1  |
| Sestrese        | 3-2  | 0-1  | 2-1  | –––– | 1-1  | 3-1  | 3-1  | 2-0  |
| Speranza        | 4-2  | 1-0  | 1-1  | 0-0  | –––– | 3-1  | 1-1  | 3-1  |
| Spes            | 2-0  | 1-4  | 0-0  | 0-4  | 3-0  | –––– | 1-3  | 2-3  |
| Vado            | 3-1  | 0-2  | 0-0  | 1-1  | 1-0  | 2-0  | –––– | 1-0  |
| Veloci Embriaci | 2-0  | 1-5  | 2-0  | 1-4  | 0-0  | 4-0  | 1-0  | –––– |

#### Calendario
| Andata (1ª) | Andata (1ª) | Prima giornata       | Ritorno (8ª) | Ritorno (8ª) |
|             |             |                      |              |              |
| 21 ott.     | 1-3         | Quarto-Sestrese      | 1-2          | 16 dic.      |
| 21 ott.     | 1-1         | Savona-Speranza      | 3-0          | 16 dic.      |
| 21 ott.     | 0-1         | Spes-Rivarolese      | 1-4          | 16 dic.      |
| 21 ott.     | 1-0         | Veloci Embriaci-Vado | 0-1          | 16 dic.      |

| Andata (2ª) | Andata (2ª) | Seconda giornata       | Ritorno (9ª) | Ritorno (9ª) |
|             |             |                        |              |              |
| 28 ott.     | 0-2         | Quarto-Veloci Embriaci | 0-2          | 23 dic.      |
| 28 ott.     | 2-1         | Sestrese-Savona        | 1-2          | 23 dic.      |
| 28 ott.     | 1-0         | Speranza-Rivarolese    | 1-6          | 23 dic.      |
| 28 ott.     | 1-0         | Vado-Spes              | 3-1          | 23 dic.      |

| Andata (3ª) | Andata (3ª) | Terza giornata         | Ritorno (10ª) | Ritorno (10ª) |
|             |             |                        |               |               |
| 4 nov.      | 3-1         | Rivarolese-Vado        | 1-1           | 30 dic.       |
| 4 nov.      | 2-1         | Savona-Veloci Embriaci | 0-2           | 30 dic.       |
| 4 nov.      | 1-1         | Sestrese-Speranza      | 0-0           | 30 dic.       |
| 4 nov.      | 2-0         | Spes-Quarto            | 2-0           | 30 dic.       |

| Andata (4ª) | Andata (4ª) | Quarta giornata          | Ritorno (11ª) | Ritorno (11ª) |
|             |             |                          |               |               |
| 11 nov.     | 0-1         | Quarto-Vado              | 1-3           | 6 gen.        |
| 11 nov.     | 1-3         | Rivarolese-Sestrese      | 1-0           | 6 gen.        |
| 11 nov.     | 4-2         | Savona-Spes              | 0-0           | 6 gen.        |
| 11 nov.     | 0-0         | Veloci Embriaci-Speranza | 1-3           | 6 gen.        |

| Andata (5ª) | Andata (5ª) | Quinta giornata          | Ritorno (12ª) | Ritorno (12ª) |
|             |             |                          |               |               |
| 18 nov.     | 0-2         | Quarto-Rivarolese        | 2-4           | 13 gen.       |
| 18 nov.     | 2-0         | Sestrese-Veloci Embriaci | 4-1           | 2 mar.        |
| 18 nov.     | 3-1         | Speranza-Spes            | 0-3           | 13 gen.       |
| 18 nov.     | 0-0         | Vado-Savona              | 2-1           | 13 gen.       |

| Andata (6ª) | Andata (6ª) | Sesta giornata             | Ritorno (13ª) | Ritorno (13ª) |
|             |             |                            |               |               |
| 25 nov.     | 1-0         | Savona-Quarto              | 4-0           | 23 mar.       |
| 25 nov.     | 0-4         | Spes-Sestrese              | 1-2           | 27 gen.       |
| 25 nov.     | 1-0         | Vado-Speranza              | 1-1           | 27 gen.       |
| 25 nov.     | 1-5         | Veloci Embriaci-Rivarolese | 0-5           | 9 mar.        |

| Andata (7ª) | Andata (7ª) | Settima giornata     | Ritorno (14ª) | Ritorno (14ª) |
|             |             |                      |               |               |
| 2 dic.      | 1-0         | Rivarolese-Savona    | 0-1           | 16 mar.       |
| 2 dic.      | 3-1         | Sestrese-Vado        | 1-1           | 9 mar.        |
| 2 dic.      | 4-2         | Speranza-Quarto      | 2-1           | 16 mar.       |
| 9 dic.      | 2-3         | Spes-Veloci Embriaci | 0-4           | 3 feb.        |

Note
- Inizialmente la classifica finale era la seguente: Sestrese 21; Rivarolese 19; Vado e Savona 17; Speranza 15; Veloci Embriaci 10; Quarto 7; Spes 4.
- Successivamente, a campionato ultimato, la Lega punì il Quarto per tesseramenti irregolari infliggendogli la sconfitta a tavolino nelle seguenti partite: Quarto-Veloci Embriaci 3-1, Spes-Quarto 2-2, Quarto-Rivarolese 2-2, Veloci Embriaci-Quarto 1-1, Quarto-Spes 4-1. Anche nella partita Rivarolese-Quarto (terminata 4-2) furono schierati i giocatori incriminati e la Rivarolese chiese la vittoria a tavolino, ma la Federazione deliberò che rimanesse privata del punteggio per combine (fu assegnata la sconfitta a tutte e due senza però che essa influenzasse il conteggio dei gol fatti e subiti).
- Spes-Veloci Embriaci 2-3 disputata il 9 dicembre.
- Rivarolese-Veloci Embriaci e Quarto-Savona furono sospese in attesa d'inchiesta.
- Quarto-Speranza e Vado-Sestrese rinviate.
- Veloci Embriaci-Sestrese 1-4 rinviata e disputata il 2 marzo.
- Vado-Sestrese 1-1, prevista ad Alessandria il 24 febbraio e inizialmente data vinta alla Sestrese 0-2 per rinuncia, fu (dopo reclamo del Vado) rigiocata ad Alessandria il 9 marzo (vedi libro del Vado pag. 61).
- Savona-Rivarolese 1-0 rinviata dal Prefetto (per motivi di ordine pubblico) e disputata il 16 marzo.
- Quarto-Speranza 0-2 rinviata e disputata il 16 marzo.

### Girone C

#### Squadre partecipanti
| Club            | Rosa     | Città        | Stadio                   | Stagione 1922-1923 |
| --------------- | -------- | ------------ | ------------------------ | ------------------ |
| Atalanta        | dettagli | Bergamo (BG) | Stadium della Clementina | -                  |
| Como            | dettagli | Como (CO)    | Campo di via dei Mille   | -                  |
| Esperia         | dettagli | Como (CO)    | Campo di via Milano      | -                  |
| Juventus Italia | dettagli | Milano (MI)  | Campo del Bersaglio      | -                  |
| US Milanese     | dettagli | Milano (MI)  | Campo di via Colletta    | -                  |
| Monza           | dettagli | Monza (MI)   | Campo di via Ghilini     | -                  |
| Pavia           | dettagli | Pavia (PV)   | Stadio Velodromo         | -                  |
| Saronno         | dettagli | Saronno (MI) | Campo di via Milano      | -                  |

#### Classifica
|  | Pos. | Squadra         | Pt | G  | V | N | P  | GF | GS | DR  |
|  | ---- | --------------- | -- | -- | - | - | -- | -- | -- | --- |
|  | 1.   | Juventus Italia | 20 | 14 | 9 | 2 | 3  | 23 | 15 | +8  |
|  | 2.   | Como            | 19 | 14 | 9 | 1 | 4  | 27 | 17 | +10 |
|  | 3.   | Atalanta        | 16 | 14 | 6 | 4 | 4  | 17 | 11 | +6  |
|  | 4.   | Monza           | 15 | 14 | 7 | 1 | 6  | 36 | 19 | +17 |
|  | 5.   | Esperia         | 14 | 14 | 6 | 2 | 6  | 28 | 15 | +13 |
|  | 6.   | US Milanese     | 11 | 14 | 5 | 1 | 8  | 13 | 18 | −5  |
|  | 7.   | Saronno         | 11 | 14 | 5 | 1 | 8  | 15 | 28 | −13 |
|  | 8.   | Pavia           | 6  | 14 | 3 | 0 | 11 | 14 | 50 | −36 |

Legenda:
      Ammessa al girone di finale.
      Retrocesse in Terza Divisione 1924-1925

Note:
Due punti a vittoria, uno a pareggio, zero a sconfitta.
A pari punti era in vigore il pari merito.
U.S. Milanese salva dopo spareggi contro il Prato.

#### Tabellone
|                 | Ata  | Com  | Esp  | Juv  | USM  | Mon  | Pav  | Sar  |
| --------------- | ---- | ---- | ---- | ---- | ---- | ---- | ---- | ---- |
| Atalanta        | –––– | 1-1  | 1-3  | 0-2  | 1-1  | 2-0  | 4-0  | 0-1  |
| Como            | 1-0  | –––– | 1-0  | 2-3  | 2-0  | 3-2  | 3-1  | 5-1  |
| Esperia         | 1-1  | 1-3  | –––– | 1-1  | 2-0  | 1-0  | 7-0  | 3-0  |
| Juventus Italia | 1-1  | 2-0  | 1-0  | –––– | 1-0  | 2-1  | 3-2  | 2-1  |
| US Milanese     | 0-2  | 1-0  | 1-0  | 2-0  | –––– | 2-0  | 2-1  | 0-1  |
| Monza           | 0-2  | 3-0  | 3-2  | 3-2  | 3-2  | –––– | 17-0 | 3-1  |
| Pavia           | 0-1  | 0-2  | 1-6  | 2-0  | 2-1  | 0-1  | –––– | 5-1  |
| Saronno         | 0-1  | 2-4  | 2-1  | 0-3  | 3-1  | 0-0  | 2-0  | –––– |

#### Calendario
| Andata (1ª) | Andata (1ª) | Prima giornata        | Ritorno (8ª) | Ritorno (8ª) |
|             |             |                       |              |              |
| 21 ott.     | 1-3         | Atalanta-Esperia      | 1-1          | 16 dic.      |
| 21 ott.     | 5-1         | Como-Saronno          | 4-2          | 16 dic.      |
| 21 ott.     | 2-1         | Juventus Italia-Monza | 2-3          | 16 dic.      |
| 21 ott.     | 3-2         | Pavia-US Milanese     | 1-2          | 16 dic.      |

| Andata (2ª) | Andata (2ª) | Seconda giornata     | Ritorno (9ª) | Ritorno (9ª) |
|             |             |                      |              |              |
| 28 ott.     | 2-3         | Como-Juventus Italia | 0-2*         | 23 dic.      |
| 28 ott.     | 2-0         | US Milanese-Monza    | 2-3          | 23 dic.      |
| 28 ott.     | 0-1         | Pavia-Atalanta       | 0-4          | 23 dic.      |
| 28 ott.     | 2-1         | Saronno-Esperia      | 0-3          | 23 dic.      |

| Andata (3ª) | Andata (3ª) | Terza giornata          | Ritorno (10ª) | Ritorno (10ª) |
|             |             |                         |               |               |
| 4 nov.      | 1-1         | Esperia-Juventus Italia | 0-1           | 30 dic.       |
| 4 nov.      | 0-2         | US Milanese-Atalanta    | 1-1           | 30 dic.       |
| 4 nov.      | 3-0         | Monza-Como              | 2-3           | 30 dic.       |
| 4 nov.      | 2-1         | Saronno-Pavia           | 1-5           | 30 dic.       |

| Andata (4ª) | Andata (4ª) | Quarta giornata       | Ritorno (11ª) | Ritorno (11ª) |
|             |             |                       |               |               |
| 11 nov.     | 0-1         | Atalanta-Saronno      | 1-0           | 6 gen.        |
| 11 nov.     | 2-0         | Como-US Milanese      | 0-1           | 10 feb.       |
| 11 nov.     | 3-2         | Juventus Italia-Pavia | 0-2           | 6 gen.        |
| 11 nov.     | 3-2         | Monza-Esperia         | 0-1           | 6 gen.        |

| Andata (5ª) | Andata (5ª) | Quinta giornata          | Ritorno (12ª) | Ritorno (12ª) |
|             |             |                          |               |               |
| 18 nov.     | 0-2         | Atalanta-Juventus Italia | 1-1           | 17 feb.       |
| 18 nov.     | 1-3         | Esperia-Como             | 0-1           | 17 feb.       |
| 18 nov.     | 0-1         | US Milanese-Saronno      | 0-3           | 17 feb.       |
| 18 nov.     | 0-1         | Pavia-Monza              | 0-17          | 13 gen.       |

| Andata (6ª) | Andata (6ª) | Sesta giornata          | Ritorno (13ª) | Ritorno (13ª) |
|             |             |                         |               |               |
| 25 nov.     | 3-1         | Como-Pavia              | 2-0           | 27 gen.       |
| 25 nov.     | 1-0         | US Milanese-Esperia     | 0-2           | 27 gen.       |
| 25 nov.     | 0-2         | Monza-Atalanta          | 0-2           | 27 gen.       |
| 25 nov.     | 0-3         | Saronno-Juventus Italia | 1-2*          | 24 feb.       |

| Andata (7ª) | Andata (7ª) | Settima giornata            | Ritorno (14ª) | Ritorno (14ª) |
|             |             |                             |               |               |
| 2 dic.      | 1-1         | Atalanta-Como               | 0-1           | 3 feb.        |
| 2 dic.      | 7-0         | Esperia-Pavia               | 6-1           | 3 feb.        |
| 2 dic.      | 0-1         | US Milanese-Juventus Italia | 2-0           | 3 feb.        |
| 2 dic.      | 0-0         | Saronno-Monza               | 1-3           | 3 feb.        |

Note
- 23 dicembre 1923 Juventus Italia-Como sospesa per invasione di campo sull'1-0. Vittoria per 2-0 assegnata a tavolino alla Juventus Italia.
- 20 gennaio 1924 Juventus Italia-Saronno sospesa e recuperata il 24 febbraio.
- 3 febbraio 1924 Juventus Italia-US Milanese sospesa e recuperata il 2 marzo.

### Girone D

#### Squadre partecipanti
| Club             | Rosa     | Città          | Stadio                 | Stagione 1922-1923 |
| ---------------- | -------- | -------------- | ---------------------- | ------------------ |
| Bentegodi Verona | dettagli | Verona (VR)    | -                      | -                  |
| Carpi            | dettagli | Carpi (MO)     | -                      | -                  |
| Fanfulla         | dettagli | Lodi (MI)      | Stadio Dossenina       | -                  |
| Legnaghese       | dettagli | Legnago (VR)   | -                      | -                  |
| Mantova          | dettagli | Mantova (MN)   | -                      | -                  |
| Ostiglia         | dettagli | Ostiglia (MN)  | -                      | -                  |
| Piacenza         | dettagli | Piacenza (PC)  | Campo Barriera Genova  | -                  |
| Trevigliese      | dettagli | Treviglio (BG) | Campo C.S. Trevigliese | -                  |

#### Classifica
|  | Pos. | Squadra          | Pt | G  | V | N | P  | GF | GS | DR  |
|  | ---- | ---------------- | -- | -- | - | - | -- | -- | -- | --- |
|  | 1.   | Mantova          | 22 | 14 | 9 | 4 | 1  | 26 | 10 | +16 |
|  | 2.   | Fanfulla         | 18 | 14 | 7 | 4 | 3  | 28 | 18 | +10 |
|  | 3.   | Piacenza         | 16 | 14 | 6 | 4 | 4  | 28 | 24 | +4  |
|  | 4.   | Trevigliese      | 14 | 14 | 4 | 6 | 4  | 9  | 13 | −4  |
|  | 5.   | Carpi            | 13 | 14 | 5 | 3 | 6  | 24 | 20 | +4  |
|  | 6.   | Bentegodi Verona | 12 | 14 | 4 | 4 | 6  | 21 | 26 | −5  |
|  | 7.   | Ostiglia         | 10 | 14 | 3 | 4 | 7  | 15 | 26 | −11 |
|  | 8.   | Legnaghese       | 5  | 14 | 3 | 1 | 10 | 12 | 26 | −14 |

Legenda:
      Ammessa al girone di finale.
     
Retrocessa in Terza Divisione 1924-1925 dopo gli spareggi.
      Retrocesse in Terza Divisione 1924-1925

Note:
Due punti a vittoria, uno a pareggio, zero a sconfitta.
A pari punti era in vigore il pari merito.

#### Tabellone
|             | Ben  | Car  | Fan  | Leg  | Man  | Ost  | Pia  | Tre  |
| ----------- | ---- | ---- | ---- | ---- | ---- | ---- | ---- | ---- |
| Bentegodi   | –––– | 5-0  | 1-2  | 1-3  | 2-2  | 3-0  | 2-2  | 0-0  |
| Carpi       | 3-1  | –––– | 4-1  | 5-0  | 1-2  | 2-0  | 5-3  | 0-1  |
| Fanfulla    | 6-0  | 2-2  | –––– | 2-0  | 0-2  | 2-2  | 3-2  | 0-0  |
| Legnaghese  | 2-3  | 1-0  | 2-1  | –––– | 1-3  | 0-2  | 2-3  | 1-1  |
| Mantova     | 2-0  | 0-0  | 1-1  | 1-0  | –––– | 5-1  | 2-1  | 3-0  |
| Ostiglia    | 2-2  | 1-1  | 1-2  | 2-0  | 0-2  | –––– | 1-1  | 0-0  |
| Piacenza    | 2-0  | 2-1  | 0-2  | 1-0  | 3-1  | 5-2  | –––– | 0-0  |
| Trevigliese | 0-1  | 1-0  | 1-4  | 1-0  | 0-0  | 1-0  | 3-3  | –––– |

#### Calendario
Il calendario è disponibile online sul settimanale digitalizzato "La Cronaca sportiva del lodigiano" del 19 ottobre 1923 presso l'Emeroteca digitale della Biblioteca Nazionale Braidense di Milano.
| Andata (1ª) | Andata (1ª) | Prima giornata        | Ritorno (8ª) | Ritorno (8ª) |
|             |             |                       |              |              |
| 21 ott.     | 1-0         | Mantova-Legnaghese    | 3-1          | 16 dic.      |
| 21 ott.     | 1-1         | Ostiglia-Carpi        | 0-2          | 16 dic.      |
| 21 ott.     | 0-2         | Piacenza-Fanfulla     | 2-3          | 16 dic.      |
| 21 ott.     | 0-1         | Trevigliese-Bentegodi | 0-0          | 16 dic.      |

| Andata (2ª) | Andata (2ª) | Seconda giornata     | Ritorno (9ª) | Ritorno (9ª) |
|             |             |                      |              |              |
| 28 ott.     | 3-0         | Bentegodi-Ostiglia   | 2-2          | 23 dic.      |
| 28 ott.     | 1-2         | Carpi-Mantova        | 0-0          | 23 dic.      |
| 28 ott.     | 0-0         | Fanfulla-Trevigliese | 4-1          | 23 dic.      |
| 28 ott.     | 2-3         | Legnaghese-Piacenza  | 0-1          | 23 dic.      |

| Andata (3ª) | Andata (3ª) | Terza giornata      | Ritorno (10ª) | Ritorno (10ª) |
|             |             |                     |               |               |
| 4 nov.      | 1-1         | Mantova-Fanfulla    | 2-0           | 30 dic.       |
| 4 nov.      | 3-1         | Ostiglia-Legnaghese | 2-0*          | 30 dic.       |
| 4 nov.      | 2-0         | Piacenza-Bentegodi  | 2-2           | 30 dic.       |
| 4 nov.      | 1-0         | Trevigliese-Carpi   | 1-0           | 30 dic.       |

| Andata (4ª) | Andata (4ª) | Quarta giornata        | Ritorno (11ª) | Ritorno (11ª) |
|             |             |                        |               |               |
| 11 nov.     | 2-2         | Bentegodi-Mantova      | 0-2           | 6 gen.        |
| 11 nov.     | 5-3         | Carpi-Piacenza         | 1-2           | 17 gen.       |
| 11 nov.     | 2-2         | Fanfulla-Ostiglia      | 2-1           | 6 gen. 1924   |
| 11 nov.     | 1-1         | Legnaghese-Trevigliese | 0-1           | 6 gen. 1924   |

| Andata (5ª) | Andata (5ª) | Quinta giornata     | Ritorno (12ª) | Ritorno (12ª) |
|             |             |                     |               |               |
| 18 nov.     | 5-0         | Bentegodi-Carpi     | 1-3           | 13 gen.       |
| 9 dic.      | 2-1         | Legnaghese-Fanfulla | 0-2           | 13 gen.       |
| 18 nov.     | 3-0         | Mantova-Trevigliese | 0-0           | 13 gen.       |
| 18 nov.     | 5-2         | Piacenza-Ostiglia   | 1-1           | 24 feb.       |

| Andata (6ª) | Andata (6ª) | Sesta giornata       | Ritorno (13ª) | Ritorno (13ª) |
|             |             |                      |               |               |
| 25 nov.     | 5-0         | Carpi-Legnaghese     | 0-1           | 27 gen.       |
| 25 nov.     | 6-0         | Fanfulla-Bentegodi   | 2-1           | 17 feb.       |
| 25 nov.     | 0-2         | Ostiglia-Mantova     | 1-5           | 27 gen.       |
| 25 nov.     | 3-3         | Trevigliese-Piacenza | 0-0           | 2 mar.        |

| Andata (7ª) | Andata (7ª) | Settima giornata     | Ritorno (14ª) | Ritorno (14ª) |
|             |             |                      |               |               |
| 2 dic.      | 1-3         | Bentegodi-Legnaghese | 3-2           | 3 feb.        |
| 2 dic.      | 4-1         | Carpi-Fanfulla       | 2-2           | 3 feb.        |
| 2 dic.      | 2-1         | Mantova-Piacenza     | 1-3           | 3 feb.        |
| 2 dic.      | 1-0         | Ostiglia-Trevigliese | 0-1           | 3 feb.        |

Note
- 9 dicembre 1923 Legnaghese-Fanfulla 2-1: recupero 5ª giornata.
- 10 febbraio 1924 Carpi-Trevigliese 0-1: recupero 10ª giornata.
- 17 febbraio 1924 Piacenza-Carpi 2-1: recupero 11ª giornata rinviata per neve.
- 17 febbraio 1924 Bentegodi-Fanfulla 1-2: recupero 13ª giornata rinviata per neve.
- 24 febbraio 1924 Ostiglia-Piacenza 1-1: recupero 12ª giornata rinviata per neve.
- 2 marzo 1924 Ostiglia-Fanfulla 1-2: recupero 11ª giornata.
- 2 marzo 1924 Mantova-Bentegodi 2-0: recupero 11ª giornata.
- 2 marzo 1924 Piacenza-Trevigliese 0-0: recupero 13ª giornata rinviata per impraticabilità campo.
- 16 marzo 1924 Trevigliese-Ostiglia 1-0: recupero 14ª giornata.
- 16 marzo 1924 Fanfulla-Carpi 2-2: recupero 14ª giornata.
- 23 marzo 1924 Legnaghese-Ostiglia 0-2 (forfait): recupero 10ª giornata (partita annullata e fatta ripetere).

### Girone E

#### Squadre partecipanti
| Club             | Rosa     | Città           | Stadio                         | Stagione 1922-1923                                      |
| ---------------- | -------- | --------------- | ------------------------------ | ------------------------------------------------------- |
| Dolo             | dettagli | Dolo (VE)       | Campo C.S. Dolo                | -                                                       |
| Edera Pola       | dettagli | Pola (PL)       | -                              | -                                                       |
| Monfalconese CNT | dettagli | Monfalcone (TS) | -                              | -                                                       |
| Olympia Fiume    | dettagli | Fiume (SLF)     | Stadio Cantrida                | 1º nella Terza Divisione della Venezia Giulia, promossa |
| Petrarca         | dettagli | Padova (PD)     | -                              | -                                                       |
| Treviso          | dettagli | Treviso (TV)    | Campo Santa Maria della Rovere | -                                                       |
| Udinese          | dettagli | Udine (UD)      | Campo Polisportivo Moretti     | -                                                       |
| Venezia          | dettagli | Venezia (VE)    | Stadio di Sant'Elena           | -                                                       |

#### Classifica
|  | Pos. | Squadra          | Pt | G  | V | N | P | GF | GS | DR  |
|  | ---- | ---------------- | -- | -- | - | - | - | -- | -- | --- |
|  | 1.   | Olympia Fiume    | 18 | 14 | 8 | 2 | 4 | 32 | 25 | +7  |
|  | 2.   | Dolo             | 17 | 14 | 8 | 1 | 5 | 29 | 22 | +7  |
|  | 2.   | Venezia          | 17 | 14 | 7 | 3 | 4 | 27 | 23 | +4  |
|  | 4.   | Udinese          | 13 | 14 | 5 | 3 | 6 | 30 | 30 | 0   |
|  | 5.   | Petrarca         | 12 | 14 | 2 | 8 | 4 | 24 | 31 | −7  |
|  | 6.   | Treviso          | 12 | 14 | 5 | 2 | 7 | 22 | 23 | −1  |
|  | 7.   | Monfalconese CNT | 11 | 14 | 4 | 3 | 7 | 20 | 20 | 0   |
|  | 8.   | Edera Pola       | 0  | 14 | 5 | 2 | 7 | 23 | 33 | −10 |

Legenda:
      Ammessa al girone di finale.
     
Retrocessa in Terza Divisione 1924-1925 dopo gli spareggi.
      Retrocessa in Terza Divisione 1924-1925

Note:
Due punti a vittoria, uno a pareggio, zero a sconfitta.
A pari punti era in vigore il pari merito.
Petrarca salvo dopo spareggio con il Treviso.
Monfalconese C.N.T. salva vincendo lo speciale concorso indetto per integrare meglio le squadre giuliane nella FIGC.
Edera penalizzata di 12 punti per illecito sportivo.

#### Tabellone
|                  | Dol  | Ede  | Mon  | Oly  | Pet  | Tre  | Udi  | Ven  |
| ---------------- | ---- | ---- | ---- | ---- | ---- | ---- | ---- | ---- |
| Dolo             | –––– | 5-0  | 3-0  | 2-1  | 3-1  | 0-1  | 4-2  | 1-3  |
| Edera (Pola)     | 1-2  | –––– | 1-0  | 2-2  | 4-4  | 0-2  | 3-2  | 3-0  |
| Monfalconese CNT | 3-0  | 0-1  | –––– | 4-1  | 2-2  | 4-0  | 2-2  | 1-2  |
| Olympia          | 4-4  | 2-1  | 2-1  | –––– | 4-1  | 3-0  | 3-2  | 3-1  |
| Petrarca         | 1-2  | 1-5  | 2-2  | 4-2  | –––– | 2-1  | 2-2  | 0-0  |
| Treviso          | 3-0  | 4-0  | 0-1  | 1-2  | 2-2  | –––– | 6-2  | 0-0  |
| Udinese          | 0-2  | 2-1  | 3-0  | 1-0  | 0-0  | 5-1  | –––– | 6-1  |
| Venezia          | 2-1  | 7-1  | 1-0  | 1-3  | 2-2  | 2-1  | 5-1  | –––– |

#### Calendario
| Andata (1ª) | Andata (1ª) | Prima giornata           | Ritorno (8ª) | Ritorno (8ª) |
|             |             |                          |              |              |
| 21 ott.     | 3-0         | Dolo-Monfalconese C.N.T. | 0-3          | 16 dic.      |
| 21 ott.     | 3-2         | Edera-Udinese            | 1-2          | 16 dic.      |
| 21 ott.     | 1-2         | Treviso-Olympia          | 0-3          | 16 dic.      |
| 21 ott.     | 2-2         | Venezia-Petrarca         | 0-0          | 16 dic.      |

| Andata (2ª) | Andata (2ª) | Seconda giornata            | Ritorno (9ª) | Ritorno (9ª) |
|             |             |                             |              |              |
| 28 ott.     | 1-2         | Monfalconese C.N.T.-Venezia | 0-1          | 23 dic.      |
| 28 ott.     | 4-4         | Olympia-Dolo                | 1-2          | 23 dic.      |
| 28 ott.     | 1-5         | Petrarca-Edera              | 4-4          | 23 dic.      |
| 28 ott.     | 5-1         | Udinese-Treviso             | 2-6          | 23 dic.      |

| Andata (3ª) | Andata (3ª) | Terza giornata               | Ritorno (10ª) | Ritorno (10ª) |
|             |             |                              |               |               |
| 4 nov.      | 4-2         | Dolo-Udinese                 | 2-0           | 30 dic.       |
| 4 nov.      | 2-2         | Edera-Olympia                | 1-2           | 30 dic.       |
| 4 nov.      | 2-2         | Monfalconese C.N.T.-Petrarca | 2-2           | 30 dic.       |
| 4 nov.      | 2-1         | Venezia-Treviso              | 0-0           | 30 dic.       |

| Andata (4ª) | Andata (4ª) | Quarta giornata             | Ritorno (11ª) | Ritorno (11ª) |
|             |             |                             |               |               |
| 11 nov.     | 2-1         | Olympia-Monfalconese C.N.T. | 1-4           | 6 gen.        |
| 11 nov.     | 1-2         | Petrarca-Dolo               | 1-3           | 6 gen.        |
| 11 nov.     | 4-0         | Treviso-Edera               | 2-0           | 6 gen.        |
| 11 nov.     | 6-1         | Udinese-Venezia             | 1-5           | 6 gen.        |

| Andata (5ª) | Andata (5ª) | Quinta giornata             | Ritorno (12ª) | Ritorno (12ª) |
|             |             |                             |               |               |
| 18 nov.     | 1-2         | Edera-Dolo                  | 0-5           | 13 gen.       |
| 18 nov.     | 0-1         | Treviso-Monfalconese C.N.T. | 0-4           | 13 gen.       |
| 18 nov.     | 0-0         | Udinese-Petrarca            | 2-2           | 13 gen.       |
| 18 nov.     | 1-3         | Venezia-Olympia             | 1-3           | 13 gen.       |

| Andata (6ª) | Andata (6ª) | Sesta giornata              | Ritorno (13ª) | Ritorno (13ª) |
|             |             |                             |               |               |
| 25 nov.     | 0-1         | Dolo-Treviso                | 0-3           | 27 gen.       |
| 25 nov.     | 2-2         | Monfalconese C.N.T.-Udinese | 0-3           | 27 gen.       |
| 25 nov.     | 4-2         | Petrarca-Olympia            | 1-4           | 27 gen.       |
| 25 nov.     | 7-1         | Venezia-Edera               | 0-3           | 27 gen.       |

| Andata (7ª) | Andata (7ª) | Settima giornata          | Ritorno (14ª) | Ritorno (14ª) |
|             |             |                           |               |               |
| 2 dic.      | 1-3         | Dolo-Venezia              | 1-2           | 3 feb.        |
| 2 dic.      | 1-0         | Edera-Monfalconese C.N.T. | 1-0           | 3 feb.        |
| 2 dic.      | 3-2         | Olympia-Udinese           | 0-1           | 3 feb.        |
| 2 dic.      | 2-2         | Treviso-Petrarca          | 1-2           | 3 feb.        |

Note
- 10 febbraio 1924 Treviso-Udinese 6-2: recupero 9ª giornata.
- Due risultati furono cambiati a tavolino: Udinese-Dolo 1-1 (0-2) ed Edera-Treviso 2-1 (0-2).

### Girone F

#### Squadre partecipanti
| Club             | Rosa     | Città              | Stadio                    | Stagione 1922-1923                                 |
| ---------------- | -------- | ------------------ | ------------------------- | -------------------------------------------------- |
| CS Firenze       | dettagli | Firenze (FI)       | Campo delle Cascine       | -                                                  |
| Libertas Firenze | dettagli | Firenze (FI)       | Stadio Velodromo Libertas | -                                                  |
| Lucchese         | dettagli | Lucca (LU)         | -                         | -                                                  |
| Parma            | dettagli | Parma (PR)         | -                         | -                                                  |
| Prato            | dettagli | Prato (FI)         | -                         | -                                                  |
| Reggiana         | dettagli | Reggio Emilia (RE) | -                         | -                                                  |
| Robur            | dettagli | Siena (SI)         | -                         | -                                                  |
| Viareggio        | dettagli | Viareggio (LU)     | Campo di villa Rigutti    | 3º nel girone di Semifinale A di Seconda Divisione |

#### Classifica
|  | Pos. | Squadra          | Pt | G  | V | N | P  | GF | GS | DR  |
|  | ---- | ---------------- | -- | -- | - | - | -- | -- | -- | --- |
|  | 1.   | Reggiana         | 22 | 14 | 9 | 4 | 1  | 33 | 9  | +24 |
|  | 2.   | Parma            | 20 | 14 | 8 | 4 | 2  | 30 | 13 | +17 |
|  | 3.   | Viareggio        | 18 | 14 | 8 | 2 | 4  | 32 | 15 | +17 |
|  | 4.   | Lucchese         | 14 | 14 | 5 | 4 | 5  | 30 | 21 | +9  |
|  | 5.   | Libertas Firenze | 13 | 14 | 6 | 1 | 7  | 16 | 23 | −17 |
|  | 6.   | Prato            | 13 | 14 | 5 | 3 | 6  | 20 | 27 | −7  |
|  | 7.   | CS Firenze       | 6  | 14 | 3 | 0 | 11 | 16 | 39 | −22 |
|  | 8.   | Robur            | 4  | 14 | 2 | 2 | 10 | 9  | 39 | −30 |

Legenda:
      Ammessa al girone di finale.
     
Retrocessa in Terza Divisione 1924-1925 dopo gli spareggi.
      Retrocesse in Terza Divisione 1924-1925

Note:
Due punti a vittoria, uno a pareggio, zero a sconfitta.
A pari punti era in vigore il pari merito.

#### Tabellone
|                  | Fir  | Lib  | Luc  | Par  | Pra  | Reg  | Rob  | Via  |
| ---------------- | ---- | ---- | ---- | ---- | ---- | ---- | ---- | ---- |
| CS Firenze       | –––– | 3-0  | 1-3  | 1-4  | 2-0  | 3-4  | 1-0  | 1-2  |
| Libertas Firenze | 3-2  | –––– | 4-2  | 1-2  | 2-1  | 1-0  | 2-0  | 0-2  |
| Lucchese         | 2-1  | 1-0  | –––– | 0-2  | 7-1  | 1-1  | 7-0  | 2-2  |
| Parma            | 4-0  | 4-1  | 1-1  | –––– | 1-1  | 0-0  | 2-0  | 2-0  |
| Prato            | 3-0  | 0-1  | 3-2  | 3-1  | –––– | 0-0  | 2-0  | 2-0  |
| Reggiana         | 7-0  | 3-0  | 1-1  | 2-0  | 4-1  | –––– | 4-0  | 4-1  |
| Robur Siena      | 2-1  | 1-1  | 2-1  | 1-5  | 3-3  | 0-1  | –––– | 0-3  |
| Viareggio        | 5-0  | 2-0  | 2-0  | 2-2  | 4-0  | 1-2  | 6-0  | –––– |

#### Calendario
| Andata (1ª) | Andata (1ª) | Prima giornata     | Ritorno (8ª) | Ritorno (8ª) |
|             |             |                    |              |              |
| 21 ott.     | 1-3         | Firenze-Lucchese   | 1-2          | 16 dic.      |
| 21 ott.     | 1-1         | Parma-Prato        | 1-3          | 16 dic.      |
| 21 ott.     | 4-0         | Reggiana-Robur     | 1-0          | 16 dic.      |
| 21 ott.     | 2-0         | Viareggio-Libertas | 2-0          | 16 dic.      |

| Andata (2ª) | Andata (2ª) | Seconda giornata   | Ritorno (9ª) | Ritorno (9ª) |
|             |             |                    |              |              |
| 28 ott.     | 3-2         | Libertas-Firenze   | 0-3          | 23 dic.      |
| 28 ott.     | 0-0         | Parma-Reggiana     | 0-2          | 23 dic.      |
| 28 ott.     | 3-3         | Robur-Prato        | 0-3          | 23 dic.      |
| 28 ott.     | 2-2         | Viareggio-Lucchese | 2-0          | 23 dic.      |

| Andata (3ª) | Andata (3ª) | Terza giornata    | Ritorno (10ª) | Ritorno (10ª) |
|             |             |                   |               |               |
| 4 nov.      | 1-0         | Firenze-Robur     | 1-2           | 30 dic.       |
| 4 nov.      | 0-1         | Prato-Libertas    | 1-2           | 30 dic.       |
| 4 nov.      | 1-1         | Reggiana-Lucchese | 1-1           | 30 dic.       |
| 4 nov.      | 2-2         | Viareggio-Parma   | 0-2           | 30 dic.       |

| Andata (4ª) | Andata (4ª) | Quarta giornata   | Ritorno (11ª) | Ritorno (11ª) |
|             |             |                   |               |               |
| 11 nov.     | 1-0         | Libertas-Reggiana | 2-3           | 6 gen.        |
| 11 nov.     | 4-0         | Parma-Firenze     | 4-1           | 6 gen.        |
| 11 nov.     | 3-2         | Prato-Lucchese    | 1-7           | 6 gen.        |
| 11 nov.     | 3-0         | Viareggio-Robur   | 6-0           | 6 gen.        |

| Andata (5ª) | Andata (5ª) | Quinta giornata    | Ritorno (12ª) | Ritorno (12ª) |
|             |             |                    |               |               |
| 18 nov.     | 2-0         | Firenze-Prato      | 0-3           | 13 gen.       |
| 18 nov.     | 1-0         | Lucchese-Libertas  | 2-4           | 10 feb.       |
| 18 nov.     | 4-1         | Reggiana-Viareggio | 2-1           | 13 gen.       |
| 18 nov.     | 1-5         | Robur-Parma        | 0-2*          | 13 gen.       |

| Andata (6ª) | Andata (6ª) | Sesta giornata    | Ritorno (13ª) | Ritorno (13ª) |
|             |             |                   |               |               |
| 25 nov.     | 1-2         | Libertas-Parma    | 1-4           | 27 gen.       |
| 25 nov.     | 7-0         | Lucchese-Robur    | 0-2           | 27 gen.       |
| 25 nov.     | 4-1         | Reggiana-Prato    | 0-0           | 27 gen.       |
| 25 nov.     | 5-0         | Viareggio-Firenze | 2-1           | 27 gen.       |

| Andata (7ª) | Andata (7ª) | Settima giornata | Ritorno (14ª) | Ritorno (14ª) |
|             |             |                  |               |               |
| 2 dic.      | 3-4         | Firenze-Reggiana | 0-7           | 3 feb.        |
| 2 dic.      | 1-1         | Parma-Lucchese   | 2-0*          | 3 feb.        |
| 2 dic.      | 2-0         | Prato-Viareggio  | 0-4           | 3 feb.        |
| 2 dic.      | 1-1         | Robur-Libertas   | 0-2*          | 3 feb.        |

Note
- 13 gennaio Libertas-Lucchese 4-2 rinviata e disputata il 10 febbraio.
- * Libertas-Robur 2-0 a tavolino per rinuncia della Robur. Lucchese-Parma 0-2 a tavolino per decisione della Lega Nord (4-3 sul campo).

### Girone finale
Le sei squadre ammesse alla fase finale furono: Derthona, Sestrese, Juventus Italia, Mantova, Olympia e Reggiana.
A causa dei troppi recuperi nel proprio girone e un reclamo presentato dalla Rivarolese, quattro gare della Sestrese furono rinviate e recuperate a partire dall'11 maggio 1924.

#### Classifica
|  | Pos. | Squadra         | Pt | G  | V | N | P | GF | GS | DR |
|  | ---- | --------------- | -- | -- | - | - | - | -- | -- | -- |
|  | 1.   | Derthona        | 13 | 10 | 4 | 5 | 1 | 21 | 13 | +8 |
|  | 2.   | Reggiana        | 11 | 10 | 4 | 3 | 3 | 16 | 12 | +4 |
|  | 3.   | Olympia Fiume   | 11 | 10 | 5 | 1 | 4 | 17 | 15 | +2 |
|  | 4.   | Sestrese        | 10 | 10 | 4 | 2 | 4 | 14 | 21 | −7 |
|  | 5.   | Juventus Italia | 9  | 10 | 3 | 3 | 4 | 15 | 18 | −3 |
|  | 6.   | Mantova         | 6  | 10 | 2 | 2 | 6 | 12 | 16 | −7 |

Legenda:
      promosse in Prima Divisione 1924-1925.
     
Ammesso in Prima Divisione 1924-1925 per delibera FIGC.
      Ammesse alle qualificazioni contro retrocedende dalla categoria superiore.

Note:
Due punti a vittoria, uno a pareggio, zero a sconfitta.
A pari punti era in vigore il pari merito.

#### Tabellone
|                 | Der  | Juv  | Man  | Oly  | Reg  | Ses  |
| --------------- | ---- | ---- | ---- | ---- | ---- | ---- |
| Derthona        | –––– | 8-0  | 2-1  | 3-1  | 2-0  | 0-0  |
| Juventus Italia | 0-0  | –––– | 3-1  | 1-2  | 1-2  | 3-1  |
| Mantova         | 1-1  | 1-2  | –––– | 2-0  | 1-1  | 2-1  |
| Olympia         | 2-1  | 1-1  | 3-2  | –––– | 3-1  | 3-1  |
| Reggiana        | 2-2  | 0-0  | 1-0  | 1-0  | –––– | 7-1  |
| Sestrese        | 2-2  | 2-0  | 2-1  | 3-2  | 2-1  | –––– |

#### Calendario
| Andata (1ª) | Andata (1ª) | Prima giornata          | Ritorno (6ª) | Ritorno (6ª) |
|             |             |                         |              |              |
| 11 mag.     | 0-0         | Derthona-Sestrese       | 2-2          | 8 giu. 1924  |
| 30 mar.     | 1-0         | Reggiana-Mantova        | 1-1          | 8 giu. 1924  |
| 25 mag.     | 1-1         | Olympia-Juventus Italia | 2-1          | 8 giu. 1924  |

| Andata (2ª) | Andata (2ª) | Seconda giornata         | Ritorno (7ª) | Ritorno (7ª) |
|             |             |                          |              |              |
| 13 apr.     | 1-1         | Mantova-Derthona         | 1-2          | 15 giu.      |
| 13 apr.     | 0-0         | Reggiana-Juventus Italia | 2-1          | 15 giu.      |
| 18 mag.     | 3-2         | Sestrese-Olympia         | 0-3          | 15 giu.      |

| Andata (3ª) | Andata (3ª) | Terza giornata           | Ritorno (8ª) | Ritorno (8ª) |
|             |             |                          |              |              |
| 20 apr.     | 2-0         | Derthona-Reggiana        | 2-2          | 22 giu.      |
| 20 apr.     | 2-0         | Mantova-Olympia          | 2-3          | 20 lug.      |
| 1º giu.     | 2-0         | Sestrese-Juventus Italia | 1-3          | 22 giu.      |

| Andata (4ª) | Andata (4ª) | Quarta giornata         | Ritorno (9ª) | Ritorno (9ª) |
|             |             |                         |              |              |
| 27 apr.     | 3-1         | Derthona-Olympia        | 1-2          | 29 giu.      |
| 27 apr.     | 1-2         | Mantova-Juventus Italia | 1-3          | 29 giu.      |
| 25 mag.     | 7-1         | Reggiana-Sestrese       | 1-2          | 6 lug.       |

| Andata (5ª) | Andata (5ª) | Quinta giornata          | Ritorno (10ª) | Ritorno (10ª) |
|             |             |                          |               |               |
| 4 mag.      | 0-0         | Juventus Italia-Derthona | 0-8           | 13 lug.       |
| 4 mag.      | 3-1         | Olympia-Reggiana         | 0-1           | 13 lug.       |
| 4 mag.      | 2-1         | Sestrese-Mantova         | 1-2           | 13 lug.       |

### Qualificazioni alla Prima Divisione
Le squadre undicesime classificate di ognuno dei due gironi di Prima Divisione hanno giocato un girone di qualificazione contro la terza e la quarta classificata del girone di finale Nord.
|  | Pos. | Squadra       | Pt | G | V | N | P | GF | GS | DR  |
|  | ---- | ------------- | -- | - | - | - | - | -- | -- | --- |
|  | 1.   | Spezia        | 10 | 6 | 4 | 2 | 0 | 10 | 3  | +7  |
|  | 2.   | Novara        | 8  | 6 | 3 | 2 | 1 | 14 | 3  | +11 |
|  | 3.   | Olympia Fiume | 5  | 6 | 2 | 1 | 3 | 7  | 11 | -4  |
|  | 4.   | Sestrese      | 1  | 6 | 0 | 1 | 5 | 4  | 18 | -14 |

Legenda:
      Conservano il loro posto in Prima Divisione 1924-1925.
Note:
Due punti a vittoria, uno a pareggio, zero a sconfitta.
A pari punti era in vigore il pari merito.

#### Risultati
| Andata (1ª) | Andata (1ª) | Prima giornata  | Ritorno (4ª) | Ritorno (4ª) |
|             |             |                 |              |              |
| 3 ago.      | 2-0         | Spezia-Sestrese | 2-1          | 24 ago. 1924 |
| 3 ago.      | 1-0         | Olympia-Novara  | 1-3          | 24 ago. 1924 |

| Andata (2ª) | Andata (2ª) | Seconda giornata | Ritorno (5ª) | Ritorno (5ª) |
|             |             |                  |              |              |
| 10 ago.     | 1-1         | Novara-Spezia    | 0-0          | 31 ago. 1924 |
| 10 ago.     | 3-3         | Sestrese-Olympia | 0-1          | 31 ago. 1924 |

| Andata (3ª) | Andata (3ª) | Terza giornata  | Andata (6ª) | Andata (6ª) |
|             |             |                 |             |             |
| 17 ago.     | 0-4         | Sestrese-Novara | 0-6         | 7 set. 1924 |
| 17 ago.     | 2-0         | Spezia-Olympia  | 3-1         | 7 set. 1924 |

### Qualificazioni alla Seconda Divisione
All'inizio della stagione fu deciso di ridurre il campionato da 48 a 36 squadre e di conseguenza la terzultima e la penultima classificata di ogni raggruppamento sarebbe retrocessa direttamente in Terza Divisione insieme all'ultima. Al termine della stagione, tuttavia, le proteste da parte delle società minori portarono alla fine a un campionato a 40 squadre (anche se per l'ammissione a tavolino del Mantova in Prima Divisione e per la radiazione del Virtus Bologna vi parteciparono 38 squadre). All'assemblea federale del 10 agosto 1924, fu proposto di annullare la riduzione a 36 squadre mantenendo il campionato a 48 squadre; a tale proposta si oppose con vigore l'avvocato Roghi, dichiarando di ritenerla una violazione del regolamento nonché un errore sportivo, a cui si associarono Silvestri, Molinari e Terlizzi. Cavazzana rispose dichiarando di ritenere illegale la convocazione della Commissione di Verona e dell'assemblea di Bologna. Roghi ribatté a sua volta facendo notare che anche le attuali assemblee erano state illegalmente convocate e presentando un ordine del giorno tramite il quale l'assemblea deliberasse che il Consiglio Federale indicesse prima dell'inizio dei campionati 1924-1925 un'assemblea straordinaria chiamata a deliberare esclusivamente su tre questioni: l'allargamento del campionato di Seconda Divisione, la sistemazione del regolamento del campionato di Terza Divisione e la proroga dei termini delle liste di trasferimento.
All'assemblea straordinaria di Parma del 14 settembre 1924 venne approvata la promozione a tavolino del Mantova in Prima Divisione e il conseguente allargamento transitorio del campionato di Prima Divisione Lega Nord a 25 squadre, suddivise in un girone da dodici e un girone da tredici; le due dodicesime e la tredicesima sarebbero retrocesse in modo da ritornare a ventiquattro squadre; inoltre le due undicesime avrebbero disputato degli spareggi interdivisionali contro la terza e la quarta classificata del girone finale di Seconda Divisione 1924-1925 con in palio due posti per la Prima Divisione 1925-1926. Per quanto riguarda la riforma del campionato di Seconda Divisione, vennero presentati tre ordini del giorno: il primo affinché il numero di squadre venisse ridotto a 36, il secondo affinché venisse portato a 40 con l'inclusione di squadre della Venezia Giulia, e il terzo affinché venisse mantenuto a 48 squadre. Alla fine prevalse la proposta del campionato di Seconda Divisione a 40 squadre, suddivise in quattro gironi da dieci; per completare gli organici (erano rimasti quattro posti vacanti in seguito all'allargamento da 36 a 40 squadre), si decise di ammettere direttamente in Seconda Divisione il Vicenza e il Gloria di Fiume (rispettivamente campione veneto e giuliano di Terza Divisione) invece di farli spareggiare tra loro e di far disputare sei spareggi di qualificazione al campionato di Seconda Divisione successivo tra le seste classificate di ognuno dei gironi e sei squadre della Venezia Giulia; fu poi previsto un secondo turno di spareggi tra le sei vincenti del primo turno onde selezionare le tre ammesse alla Seconda Divisione.
Poiché US Milanese e Saronno erano appaiate al terzultimo posto, fu a questo punto stabilito di farle spareggiare per stabilire quale tra le due avrebbe disputato gli spareggi. Lo spareggio si disputò il 21 settembre 1924 in campo neutro e terminò con la vittoria della Milanese per 2-1 e la conferma della retrocessione per il Saronno. La US Milanese si aggiunse così alle altre terzultime classificate ammesse agli spareggi: Pastore, Veloci Embriaci, Bentegodi, Treviso e Prato. Per quanto riguarda le sei squadre giuliane ammesse agli spareggi, furono scelte Monfalconese (settima classificata nel girone E di Seconda Divisione), Pro Gorizia (seconda classificata nel girone finale di Terza Divisione Veneta), Ponziana, Edera di Trieste, Triestina e Giovanni Grion di Pola (rispettivamente seconda, terza, quarta e quinta classificata in Terza Divisione Giuliana). Presumibilmente fu esclusa l'Edera di Pola per l'illecito commesso che ne aveva cagionato la retrocessione all'ultimo posto nel girone E della Seconda Divisione.

#### Primo turno
|                     | Andata |                 | Luogo e data               |  |
| ------------------- | ------ | --------------- | -------------------------- |  |
| US Milanese         | 3 - 1  | G.Grion         | Bologna, 28 settembre 1924 |  |
| Monfalconese C.N.T. | 2 - 0  | Pastore         | Vicenza, 28 settembre 1924 |  |
| Prato               | 1 - 0  | Ponziana        | Padova, 28 settembre 1924  |  |
| Pro Gorizia         | 6 - 0  | Veloci Embriaci | Verona, 28 settembre 1924  |  |
| Treviso             | 1 - 1  | Edera Trieste   | Udine, 28 settembre 1924   |  |
| Triestina           | 3 - 2  | Bentegodi       | Venezia, 28 settembre 1924 |  |
| Treviso             | 2 - 1  | Edera Trieste   | Udine, 5 ottobre 1924      |  |
|                     |        |                 |                            |  |

#### Secondo turno
|                     | Andata |             | Luogo e data             |
| ------------------- | ------ | ----------- | ------------------------ |
| US Milanese         | 2 - 2  | Prato       | Parma, 12 ottobre 1924   |
| Monfalconese C.N.T. | 3 - 1  | Treviso     | Udine, 19 ottobre 1924   |
| Triestina           | 1 - 0  | Pro Gorizia | Venezia, 12 ottobre 1924 |
| US Milanese         | 4 - 0  | Prato       | Modena, 19 ottobre 1924  |
|                     |        |             |                          |

Verdetti
- US Milanese, Monfalconese C.N.T. restarono in Seconda Divisione;
- La Triestina ottenne la promozione in Seconda Divisione;
- Bentegodi, Pastore, Prato, Treviso e Veloci Embriaci retrocedettero in Terza Divisione;
- Edera, Giovanni Grion e Pro Gorizia rimasero in Terza Divisione.

## Sud
Il Sud aveva anch'esso dei tornei chiamati di Seconda Divisione, che tuttavia non avevano nulla a che fare col campionato nazionale sopra esposto. Era infatti suddiviso in campionati separati, gestiti dai Comitati Regionali, nei quali le prime classificate avevano la possibilità di essere promosse in Prima Divisione, anche se l'ascesa era subordinata, oltre che al piazzamento, alla soddisfazione di requisiti economici e infrastrutturali, non esistendo ancora qui neppure il titolo sportivo.
In questa stagione vennero promosse in Prima Divisione Sud le seguenti squadre: Audace Roma, Pro Roma, Tarantina e Bari F.C..

### Girone marchigiano

#### Squadre partecipanti
| Club                 | Rosa     | Città           | Stadio                 | Stagione 1922-1923 |
| -------------------- | -------- | --------------- | ---------------------- | ------------------ |
| G.Mazzini            | dettagli | Jesi (AN)       | -                      | -                  |
| S.S. Juventus Aesina | dettagli | Jesi (AN)       | -                      | -                  |
| Maceratese           | dettagli | Macerata (MC)   | -                      | -                  |
| Perugia              | dettagli | Perugia (PG)    | Campo di Piazza d'armi | -                  |
| S.E.F. Stamura       | dettagli | Ancona (AN)     | -                      | -                  |
| Vigor Senigallia     | dettagli | Senigallia (AN) | -                      | -                  |

#### Classifica
|  | Pos. | Squadra          | Pt | G  | V | N | P | GF | GS | DR  |
|  | ---- | ---------------- | -- | -- | - | - | - | -- | -- | --- |
|  | 1.   | Vigor Senigallia | 15 | 10 | 7 | 1 | 2 | 22 | 7  | +15 |
|  | 2.   | Perugia          | 14 | 10 | 7 | 0 | 3 | 17 | 10 | +7  |
|  | 2.   | Maceratese       | 12 | 10 | 6 | 0 | 4 | 19 | 13 | +6  |
|  | 4.   | Stamura          | 10 | 10 | 5 | 0 | 5 | 14 | 20 | −6  |
|  | 5.   | Juventus Aesina  | 5  | 10 | 2 | 1 | 7 | 9  | 21 | −12 |
|  | 6.   | Giuseppe Mazzini | 4  | 10 | 2 | 0 | 8 | 10 | 20 | −10 |

Legenda:
      Campione Marchigiano di Seconda Divisione. Rinuncia alla promozione.
      Retrocesse in Terza Divisione 1924-1925

Note:
Due punti a vittoria, uno a pareggio, zero a sconfitta.
A pari punti era in vigore il pari merito. Maceratese retrocessa per inadempienze finanziarie.
Juventus Aesina riammessa ma poi rinuncia a disputare 1924-1925.

### Girone Laziale

#### Squadre partecipanti
| Club        | Rosa     | Città | Stadio | Stagione 1922-1923 |
| ----------- | -------- | ----- | ------ | ------------------ |
| Audace Roma | dettagli | Roma  | -      | -                  |
| Pro Roma    | dettagli | Roma  | -      | -                  |
| Roman       | dettagli | Roma  | -      | -                  |
| Romulea     | dettagli | Roma  | -      | -                  |
| Tiberis     | dettagli | Roma  | -      | -                  |
| C.S. Virtus | dettagli | Roma  | -      | -                  |

#### Classifica
|  | Pos. | Squadra     | Pt | G  | V | N | P | GF | GS | DR  |
|  | ---- | ----------- | -- | -- | - | - | - | -- | -- | --- |
|  | 1.   | Audace Roma | 18 | 10 | 9 | 0 | 1 | 39 | 11 | +18 |
|  | 2.   | Roman       | 16 | 10 | 8 | 0 | 2 | 43 | 9  | +34 |
|  | 3.   | Pro Roma    | 12 | 10 | 6 | 0 | 4 | 25 | 16 | +9  |
|  | 4.   | Romulea     | 5  | 9  | 2 | 1 | 6 | 23 | 32 | −9  |
|  | 5.   | C.S. Virtus | 5  | 10 | 2 | 1 | 7 | 13 | 35 | −22 |
|  | 6.   | Tiberis     | 2  | 9  | 1 | 0 | 8 | 6  | 36 | −30 |

Legenda:
      Promossa in Prima Divisione 1924-1925.
      Acquisisce la Prima Divisione fondendosi con U.S. Romana.
      Retrocessa in Terza Divisione 1924-1925

Note:
Due punti a vittoria, uno a pareggio, zero a sconfitta.
A pari punti era in vigore il pari merito.
Romulea e Tiberis una partita in meno (non reperita).
Pro Roma si fonde con U.S. Romana.

### Gironi Campani

#### Girone A

##### Squadre partecipanti
| Squadra              | Città         |
| -------------------- | ------------- |
| U.S. Audace          | Napoli        |
| U.S. Giulio Cesare   | Napoli        |
| G.S.C. Pozzuoli      | Pozzuoli (NA) |
| S.C. Pro Santa Lucia | Napoli        |
| S.C. Speranza        | Napoli        |
| S.C. Vomero          | Napoli-Vomero |

##### Classifica
|  | Pos. | Squadra         | Pt | G  | V  | N  | P  | GF | GS | DR |
|  | ---- | --------------- | -- | -- | -- | -- | -- | -- | -- | -- |
|  | 1.   | Vomero          | 18 | 10 | .. | .. | .. | .. | .. | ?  |
|  | 2.   | Pro Santa Lucia | 15 | 10 | .. | .. | .. | .. | .. | ?  |
|  | 3.   | Speranza        | 10 | 10 | .. | .. | .. | .. | .. | ?  |
|  | 4.   | Pozzuoli        | 9  | 10 | .. | .. | .. | .. | .. | ?  |
|  | 5.   | Audace          | 4  | 10 | .. | .. | .. | .. | .. | ?  |
|  | 6.   | Giulio Cesare   | 2  | 10 | .. | .. | .. | .. | .. | ?  |

##### Verdetti
- Vomero e Pro Santa Lucia sono ammesse alla fase finale regionale.

Nota bene: la gara Audace-Giulio Cesare è stata data persa 0-2 ad entrambe le squadre.

#### Girone B

##### Squadre partecipanti
| Squadra        | Città                        |
| -------------- | ---------------------------- |
| U.S. Fortitudo | Castellammare di Stabia (NA) |
| S.C. Goliardo  | Castellammare di Stabia (NA) |
| A.G. Nocerina  | Nocera Inferiore (SA)        |
| U.S. Pompeiana | Pompei (NA)                  |
| S.S. Portici   | Portici (NA)                 |
| C.S. Resurgo   | Torre del Greco (NA)         |
| U.S. Scafatese | Scafati (SA)                 |

##### Classifica
|  | Pos. | Squadra   | Pt | G  | V  | N | P  | GF | GS | DR  |
|  | ---- | --------- | -- | -- | -- | - | -- | -- | -- | --- |
|  | 1.   | Nocerina  | 19 | 12 | 11 | 1 | 0  | 33 | 1  | +32 |
|  | 2.   | Portici   | 14 | 12 | 5  | 4 | 3  | 24 | 14 | +10 |
|  | 3.   | Fortitudo | 12 | 12 | 5  | 2 | 5  | 14 | 20 | -6  |
|  | 3.   | Scafatese | 12 | 12 | 4  | 4 | 4  | 14 | 12 | +2  |
|  | 3.   | Pompeiana | 12 | 12 | 4  | 4 | 4  | 11 | 10 | +1  |
|  | 6.   | Goliardo  | 11 | 12 | 4  | 3 | 5  | 13 | 14 | -1  |
|  | 7.   | Resurgo   | 0  | 12 | 0  | 0 | 12 | 3  | 35 | -32 |

##### Verdetti
Nocerina e Portici sono ammesse alla fase finale regionale.

#### Girone C

##### Squadre partecipanti
| Squadra          | Città  |
| ---------------- | ------ |
| S.C. Berlingieri | Napoli |
| S.C. Vittoria    | Napoli |

##### Classifica
|  | Pos. | Squadra     | Pt | G | V | N | P | GF | GS | DR |
|  | ---- | ----------- | -- | - | - | - | - | -- | -- | -- |
|  | 1.   | Berlingieri | 4  | 2 | 2 | 0 | 0 | 4  | 0  | +? |
|  | 2.   | Vittoria    | 0  | 2 | 0 | 0 | 2 | 0  | 4  | −? |

##### Verdetti
- La Berlingieri è ammessa alla fase finale regionale.

#### Girone D
Per problemi logistici le squadre furono suddivise in 2 sottogironi.

##### Girone D - I sezione
|  |    | Classifica                 | Pt |
|  | -- | -------------------------- | -- |
|  | 1. | S.S. Virtus, Sessa Aurunca | 3  |
|  | 2. | U.S. Cassino, Cassino      | 1  |
|  |    |                            |    |

##### Girone D - II sezione
|  |    | Classifica              | Pt |
|  | -- | ----------------------- | -- |
|  | 1. | S.S. Pro Formia, Formia | 4  |
|  | 2. | U.S. Fondi, Fondi       | 0  |
|  |    |                         |    |

##### Girone D - Finale
Pro Formia - Virtus Sessa Aurunca: 2-1

##### Verdetti
Pro Formia è ammessa alla fase finale regionale.

#### Fase finale

##### Primo turno
Vomero - Berlingieri: 5-2
Nocerina - Portici: 2-0

##### Semifinali
Pro Santa Lucia - Vomero: 2-0
Nocerina - Pro Formia: 1-0

##### Finale
Pro Santa Lucia - Nocerina: 2-0

##### Verdetti
Pro Santa Lucia di Napoli, promossa in Prima Divisione, rinuncia alla promozione e disputa nuovamente la Seconda Divisione nella stagione 1924-25.

### Girone Pugliese
Iscritte solo il rifondato F.B.C. Bari e U.S. Ferrovieri (Bari).

#### Finale
F.B.C. Bari - U.S. Ferrovieri: 2-0

#### Verdetti
F.B.C. Bari promosso in Prima Divisione.